# Wilhelm Henzen
Pour les articles homonymes, voir Henzen.
Wilhelm Henzen (Brême, 24 janvier 1816-Rome, 27 janvier 1887) est un philologue, épigraphiste et archéologue allemand.

## Biographie
Élève de Friedrich Gottlieb Welcker à l'Université de Bonn, il apprend l'archéologie classique, le sanscrit et les langues modernes (1836-1838). Il est ensuite élève de August Böckh à Berlin et suit les cours de Leopold von Ranke et de Karl Ritter.
Il voyage en Angleterre et en France puis gagne l'Italie avant de partir pour la Grèce avec Welcker (1841-1842). Avec Emil Braun, il visite la Sicile et devient collaborateur bénévole de l'Institut de correspondance archéologique de Rome dont il prend en charge, en 1844, la bibliothèque avant d'être désigné en 1845 comme Second secrétaire.
Membre de la commission mise en place par l'Académie des sciences de Berlin, avec Theodor Mommsen et Giovanni Battista De Rossi, pour la mise en place du Corpus Inscriptionum Latinarum, il se charge pour celui-ci des inscriptions de Rome.
Devenu Premier secrétaire de l'Institut de Rome à la mort de Braun (1856), il y mène d'importantes réformes (1885-1887). Il était l'époux d'Auguste Francke (1817-1869), sœur de la peintre Pauline Steinhäuser.

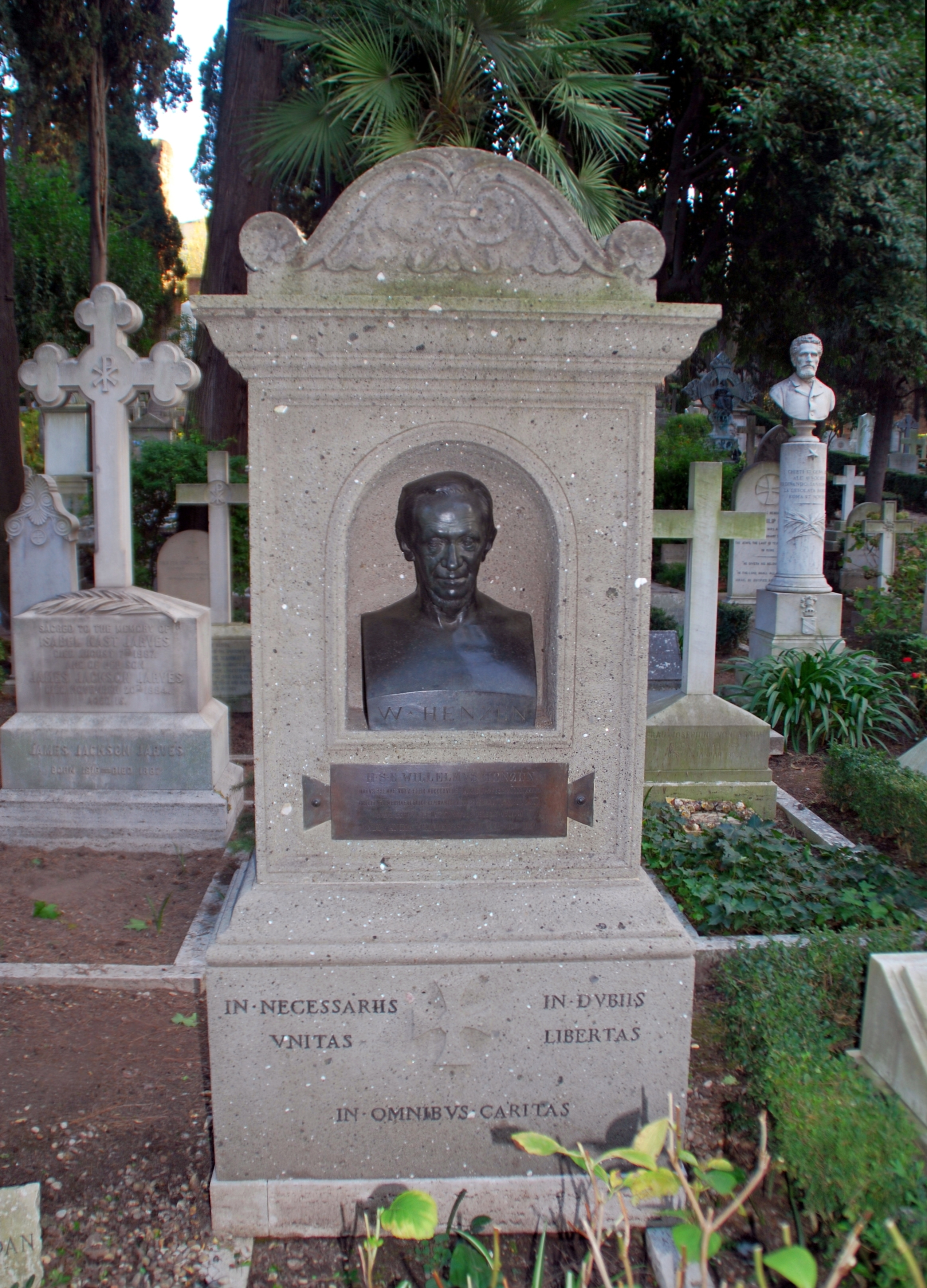
Tombe de Wilhelm Henzen au cimetière anglais de Rome.

## Travaux
On lui doit plus de quatre cents articles ainsi que :
- Quaestionum polybianarum specimen, continens vitam, 1840
- Tabula alimentaria Baebianorum : illustravit deque publicis Romanorum alimentis, 1845
- Iscrizione onoraria d'Adriano, 1862
- Corpus Inscriptionum Latinarum I, 1863
- Scavi nel bosco sacro de' fratelli Arvali, 1869
- Acta Fratrum Arvalium, 1874
- Die stadtrömischen Inschriften. Corpus Inscriptionum Latinarum, VI (-3), 1876-1886